# Estadio Metropolitano de Lara
Het Estadio Metropolitano de Fútbol de Lara is een multifunctioneel stadion in Barquisimeto, een stad in Venezuela. Het stadion wordt vooral gebruikt voor voetbalwedstrijden, de voetbalclub Deportivo Lara maakt gebruik van dit stadion. In het stadion is plaats voor 40.312 toeschouwers.

## Historie
Het stadion werd geopend in 2007. Daarna kon het stadion gebruikt worden voor de Copa América 2007. Op dit toernooi werden drie wedstrijden gespeeld in de groepsfase. Het Venezolaanse elftal speelde hier nog 2 vriendschappelijke wedstrijden.
| № | Datum            | Wedstrijd                   | Uitslag | Toernooi                       | Toeschouwers |
| - | ---------------- | --------------------------- | ------- | ------------------------------ | ------------ |
| 1 | 3 juli 2007      | Verenigde Staten – Colombia | 0 – 1   | Copa América 2007 – groepsfase | 37.500       |
| 2 | 3 juli 2007      | Argentinië – Paraguay       | 1 – 0   | Copa América 2007 – groepsfase | 37.500       |
| 3 | 8 juli 2007      | Argentinië – Peru           | 4 – 0   | Copa América 2007 – groepsfase | 38.800       |
| 4 | 3 maart 2010     | Venezuela – Panama          | 1 – 2   | Vriendschappelijk              |              |
| 5 | 7 september 2010 | Venezuela – Ecuador         | 1 – 0   | Vriendschappelijk              |              |